# 小行星4411
小行星4411（4411 Kochibunkyo）是一颗围绕太阳公转的小行星。1990年1月3日，關勉在藝西天文台发现了此天体。
該小行星以高知縣文化教育協會命名。
这颗小行星的绝对星等为10.37376512115408等。